# Krzysztof Włodzimierz Szewczyk
Krzysztof Włodzimierz Szewczyk (ur. 4 stycznia 1952 w Warszawie, zm. 20 października 2011 tamże) – profesor Politechniki Warszawskiej, twórca kierunku Biotechnologia na Politechnice Warszawskiej.
Urodził się w rodzinie inteligenckiej. Po ukończeniu szkoły podstawowej w 1965 kontynuował naukę w Technikum Chemicznym nr 3 w Warszawie. Technikum ukończył w 1970 r. uzyskując dyplom technika-chemika o specjalności "technologia chemiczna". 
W 1970 podjął studia na Wydziale Chemicznym Politechniki Warszawskiej na specjalności "inżynieria chemiczna". Studia ukończył z wyróżnieniem w 1975 w Instytucie Inżynierii Chemicznej Politechniki Warszawskiej. Pracę dyplomową wykonał pod kierunkiem doc. dr. hab. Ryszarda Pohoreckiego i dotyczyła ona obliczania sprawności półek absorpcyjnych dla procesu absorpcji z reakcją chemiczną.
Od czerwca 1975 rozpoczął pracę w Zakładzie Procesów Podstawowych Instytutu Inżynierii Chemicznej Politechniki Warszawskiej początkowo jako asystent-stażysta, następnie w latach 1976–1977 asystent i w latach 1977–1981  starszy asystent. W marcu 1981 obronił przed Radą Naukową Instytutu Inżynierii Chemicznej PW pracę doktorską pt. Studia nad konwekcją pasożytniczą w kolumnie termodyfuzyjnej; praca wykonana została pod kierunkiem prof. dr. hab. Anatola Seleckiego. Od kwietnia 1981 został zatrudniony na etacie adiunkta. We wrześniu 1987 przeszedł do Zakładu Inżynierii Reaktorów Chemicznych i Bioprocesów IIChiP. W lutym 1986 złożył rozprawę habilitacyjną pt. Modelowanie kinetyki i dynamiki wzrostu biomasy w reaktorach. Kolokwium habilitacyjne przeszedł pomyślnie w grudniu 1987. Decyzja Rady Naukowej Instytutu Inżynierii Chemicznej i Procesowej PW o nadaniu stopnia doktora habilitowanego została zatwierdzona przez Centralą Komisję Kwalifikacyjną d.s. Kadr Naukowych w kwietniu 1989. W październiku 1989 został zatrudniony na stanowisku docenta w Zakładzie Inżynierii Reaktorów Chemicznych i Bioprocesów IChiP PW. Od maja 2002 zajmował stanowisko profesora nadzwyczajnego. W 2006 uzyskał tytuł profesora zwyczajnego.
W 1985 odbył półroczny staż zawodowy w Wytwórni Surowic i Szczepionek 
w Warszawie. W okresie do sierpnia 1989 do grudnia 1990 przebywał na stażu naukowym w Uniwersytecie w Cincinnati, USA. W 1995 ukończył kurs „Budowa i utrzymanie Systemu Zapewniania Jakości w Laboratorium” zorganizowany przez Polskie Centrum Badań i Certyfikacji. W 1997  uczestniczył w miesięcznym kursie zarządzania projektami w Narodowym Instytucie Badań (EMPA) w Dubendorfie (Szwajcaria).
W trakcie pracy dydaktycznej w Instytucie Inżynierii Chemicznej i Procesowej Politechniki Warszawskiej prowadził zajęcia z następujących przedmiotów:
- „specjalne metody rozdzielania” – ćwiczenia audytoryjne i laboratorium,
- „procesy podstawowe” – zadania projektowe,
- „inżynieria chemiczna” – wykłady na kursie wieczorowym na Wydziale Chemicznym,
- „elektroniczna technika obliczeniowa” – laboratorium i wykłady,
- „biotechnologia” – projekty i wykłady,
- „systemy zapewniania jakości” – projekty i wykłady,
- kierował także Laboratorium Bioprocesów.

W trakcie pracy w Instytucie Inżynierii Chemicznej i Procesowej PW pełnił szereg funkcji organizacyjno-wychowawczych: opiekuna domu studenckiego (1979–1981), opiekuna obozów naukowych, członka i sekretarza Wydziałowej Komisji Rekrutacyjnej. Pełnił też szereg funkcji organizacyjnych: Pełnomocnika Dyrektora ds gospodarki truciznami (1978–1985), członka Komisji ds Osobowych oraz Komisji d.s. Regulacji Wynagrodzeń (1982–1987). W okresie od 1987 do 1989 był sekretarzem Senackiej Komisji d.s. Współpracy z Zagranicą. Od 1999 pełnił funkcje przewodniczącego Wydziałowej Komisji Wyborczej Wydziału Inżynierii Chemicznej i Procesowej. W latach 1988–1989 był sekretarzem Komisji d.s. Programu dla kierunku „Biotechnologia”. Od 1992 sekretarzem Komisji Programowej dla kierunku „Biotechnologia”. Od 2002 pełnił funkcję zastępcy dyrektora Międzywydziałowego Centrum Biotechnologii Politechniki Warszawskiej.
W okresie od 1992 do 1995 powierzono mu funkcję sekretarza Sekcji Inżynierii Bioprocesowej Komitetu Inżynierii Chemicznej PAN, od 1995 roku był członkiem rady programowej kwartalnika PAN „Biotechnologia”, od 2003 był członkiem Komitetu Biotechnologii przy Prezydium Polskiej Akademii Nauk, od 2004 roku pełnił funkcję sekretarza Zarządu Polskiej Federacji Biotechnologii.
Jego praca badawcza obejmowała różne dziedziny inżynierii procesowej: absorpcję z reakcją chemiczną, niekonwencjonalne metody rozdzielania mieszanin, mechanikę aerozoli. Od 1983 zajmował się głównie inżynierią bioprocesową w tym modelowaniem procesów wzrostu mikroorganizmów, reakcji enzymatycznych, hodowlą mikroorganizmów w podłożach stałych i biologicznymi metodami oczyszczania ścieków.
Wyniki badań przedstawił w 120 artykułach i komunikatach na konferencjach. Był współautorem 5 patentów i jednego wzoru użytkowego. Był też autorem bądź współautorem 8 skryptów. Pod jego kierunkiem wykonano 9 prac doktorskich i 70 prac magisterskich.
Odznaczony Srebrnym Krzyżem Zasługi (1995), Medalem Komisji Edukacji Narodowej (2005), wyróżniony Nagrodą Ministra Nauki i Szkolnictwa Wyższego (2008).